# 天徳院 (金沢市)
天徳院（てんとくいん）は、石川県金沢市小立野にある曹洞宗の寺院。山号は金龍山（きんりゅうざん）。院号は、加賀藩主前田利常の正室珠姫の法号である天徳院殿 乾運淳貞 大禅定尼にちなんでいる。

## 歴史
元和9年（1623年）、加賀藩主前田利常が、前年に24歳で亡くなった正室珠姫の菩提を弔うために創建した。翌年、巨山泉滴を招聘して開山とした。
元禄6年（1693年）、黄檗宗の高泉性潡が伽藍を黄檗式建築で整備するが、明和5年（1768年）の火災で、山門・宝蔵などを除き、主要伽藍を焼失した。伽藍整備は迅速に行われ、翌明和6年には前田重教によって本堂、講堂、庫裏が再興された。
明治12年（1879年）には諸岳奕堂（もろたけえきどう、總持寺独住第1世）が住職に就任。大正4年（1915年）には森田悟由（永平寺貫首、曹洞宗管長）が住職に就任した。大正12年（1923年）には関東大震災から避難した室生犀星が滞在している。

## 伽藍
- 山門 - 元禄6年（1693年）建立の二重門。屋根は当初は鉛瓦で葺かれていたが、財政悪化のため通常の瓦に交換された。

## 文化財
- 羅睺羅像 - 木造、江戸時代
- 見返阿弥陀立像 - 木造、江戸時代
- 梵鐘 - 1863年作

## 行事
- 1月1日 新年大祈祷会
- 3月15日 釈尊涅槃会
- 4月5日 - 4月10日 釈尊降誕会（花まつり）
- 6月1日 大布薩講式法要
- 8月9日 珠姫まつり法要

## 所在地
石川県金沢市小立野四丁目4番4号

## 交通アクセス
- 北陸自動車道金沢森本ICより山側環状道路利用。車で15分。
- JR北陸新幹線金沢駅から車で20分
- JR北陸新幹線金沢駅から西口から北陸鉄道グループ路線バス利用。10番、11番、12番、16番乗車。「天徳院前」バス停下車すぐ。